# Peng Cheng
Peng Cheng (chiń. 彭程; pinyin Péng Chéng; ur. 23 kwietnia 1997 w Harbinie) – chińska łyżwiarka figurowa, startująca w parach sportowych z Wang Lei. Uczestniczka igrzysk olimpijskich (2014, 2018, 2022), dwukrotna wicemistrzyni czterech kontynentów (2015, 2020), srebrna medalistka finału Grand Prix (2018) oraz 3-krotna mistrzyni Chin (2014, 2017, 2019).

## Osiągnięcia

### Z Wang Lei
| Mistrzostwa świata               | 16 |
| Mistrzostwa czterech kontynentów | 6  |
| GP Cup of China                  | 3  |
| GP Grand Prix Espoo              | 4  |

### Z Jin Yangiem
| Zawody                           | 16–17          | 17–18          | 18–19          | 19–20          | 20–21          | 21–22          |                |                |                |                |                |                |                |                |                |                |                |
| Międzynarodowe                   | Międzynarodowe | Międzynarodowe | Międzynarodowe | Międzynarodowe | Międzynarodowe | Międzynarodowe | Międzynarodowe | Międzynarodowe | Międzynarodowe | Międzynarodowe | Międzynarodowe | Międzynarodowe | Międzynarodowe | Międzynarodowe | Międzynarodowe | Międzynarodowe | Międzynarodowe |
| -------------------------------- | -------------- | -------------- | -------------- | -------------- | -------------- | -------------- | -------------- | -------------- | -------------- | -------------- | -------------- | -------------- | -------------- | -------------- | -------------- | -------------- | -------------- |
| Zimowe igrzyska olimpijskie      |                | 17             |                |                |                | 5              |                |                |                |                |                |                |                |                |                |                |                |
| Mistrzostwa świata               |                | 9              | 4              | C              | 5              |                |                |                |                |                |                |                |                |                |                |                |                |
| Mistrzostwa czterech kontynentów | 5              | WD             | 3              | 2              |                |                |                |                |                |                |                |                |                |                |                |                |                |
| GP Finał Grand Prix              | 6              |                | 2              | 2              |                |                |                |                |                |                |                |                |                |                |                |                |                |
| GP Cup of China                  | 2              |                |                | 2              | 1              |                |                |                |                |                |                |                |                |                |                |                |                |
| GP NHK Trophy                    | 2              |                | 2              |                |                |                |                |                |                |                |                |                |                |                |                |                |                |
| GP Skate America                 |                |                |                | 1              |                |                |                |                |                |                |                |                |                |                |                |                |                |
| GP Skate Canada International    |                | 5              | 2              |                |                |                |                |                |                |                |                |                |                |                |                |                |                |
| GP Internationaux de France      |                | 5              |                |                |                | WD             |                |                |                |                |                |                |                |                |                |                |                |
| GP Gran Premio d’Italia          |                |                |                |                |                | 2              |                |                |                |                |                |                |                |                |                |                |                |
| CS Asian Open Trophy             |                |                | 1              |                |                |                |                |                |                |                |                |                |                |                |                |                |                |
| CS Finlandia Trophy              |                | 1              |                |                |                |                |                |                |                |                |                |                |                |                |                |                |                |
| CS U.S. International Classic    |                |                |                | 3              |                |                |                |                |                |                |                |                |                |                |                |                |                |
| Zimowe igrzyska azjatyckie       | 2              |                |                |                |                |                |                |                |                |                |                |                |                |                |                |                |                |
| Krajowe                          |                |                |                |                |                |                |                |                |                |                |                |                |                |                |                |                |                |
| Mistrzostwa Chin                 | 1              | 2              | 1              |                |                |                |                |                |                |                |                |                |                |                |                |                |                |
| Zawody drużynowe                 |                |                |                |                |                |                |                |                |                |                |                |                |                |                |                |                |                |
| Zimowe igrzyska olimpijskie      |                |                |                |                |                | 5              |                |                |                |                |                |                |                |                |                |                |                |
| World Team Trophy                | 5 T 3 P        |                |                |                |                |                |                |                |                |                |                |                |                |                |                |                |                |

### Z Zhang Hao

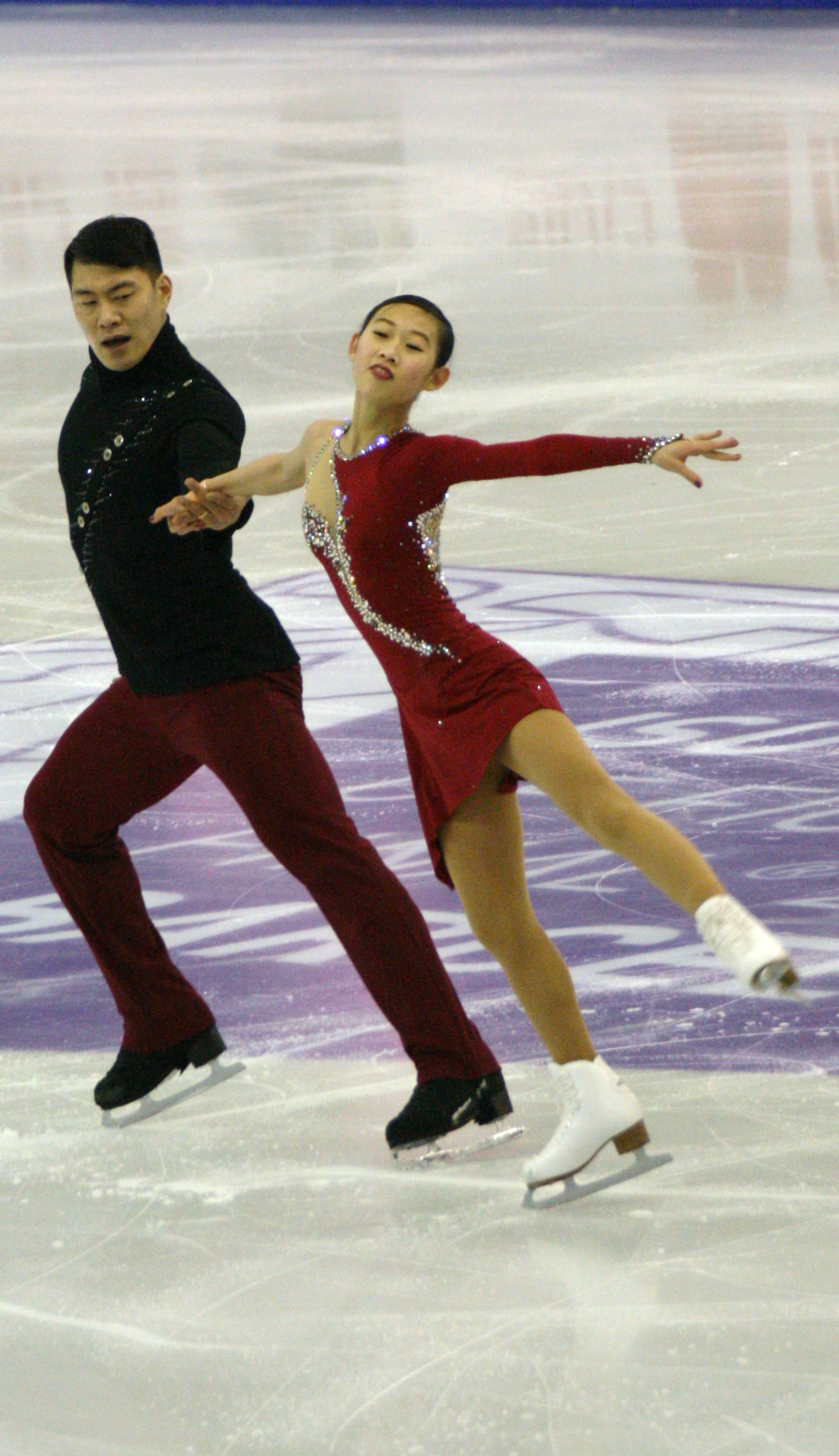
Peng Cheng i Zhang Hao podczas finału Grand Prix 2015

| Zawody                           | 12–13          | 13–14          | 14–15          | 15–16          |                |                |                |                |                |                |                |                |                |                |                |                |                |
| Międzynarodowe                   | Międzynarodowe | Międzynarodowe | Międzynarodowe | Międzynarodowe | Międzynarodowe | Międzynarodowe | Międzynarodowe | Międzynarodowe | Międzynarodowe | Międzynarodowe | Międzynarodowe | Międzynarodowe | Międzynarodowe | Międzynarodowe | Międzynarodowe | Międzynarodowe | Międzynarodowe |
| -------------------------------- | -------------- | -------------- | -------------- | -------------- | -------------- | -------------- | -------------- | -------------- | -------------- | -------------- | -------------- | -------------- | -------------- | -------------- | -------------- | -------------- | -------------- |
| Zimowe igrzyska olimpijskie      |                | 8              |                |                |                |                |                |                |                |                |                |                |                |                |                |                |                |
| Mistrzostwa świata               | 11             | 5              | 4              | 12             |                |                |                |                |                |                |                |                |                |                |                |                |                |
| Mistrzostwa czterech kontynentów | 5              |                | 2              |                |                |                |                |                |                |                |                |                |                |                |                |                |                |
| GP Finał Grand Prix              |                | 4              | 4              | 6              |                |                |                |                |                |                |                |                |                |                |                |                |                |
| GP Cup of China                  | 5              | 3              | 1              |                |                |                |                |                |                |                |                |                |                |                |                |                |                |
| GP NHK Trophy                    |                | 2              |                |                |                |                |                |                |                |                |                |                |                |                |                |                |                |
| GP Rostelecom Cup                |                |                |                | 3              |                |                |                |                |                |                |                |                |                |                |                |                |                |
| GP Skate America                 |                |                | 3              |                |                |                |                |                |                |                |                |                |                |                |                |                |                |
| GP Trophée Éric Bompard          | 4              |                |                | 4              |                |                |                |                |                |                |                |                |                |                |                |                |                |
| Krajowe                          |                |                |                |                |                |                |                |                |                |                |                |                |                |                |                |                |                |
| Mistrzostwa Chin                 |                | 1              |                |                |                |                |                |                |                |                |                |                |                |                |                |                |                |
| Zawody drużynowe                 |                |                |                |                |                |                |                |                |                |                |                |                |                |                |                |                |                |
| World Team Trophy                | 5 T 3 P        |                |                |                |                |                |                |                |                |                |                |                |                |                |                |                |                |